# ثقافة إيرليغانغ

منطقة ثقافة إيرليغانغ

حضارة إيرليغانغ ([âɚ.lì.kàŋ]) هي ثقافة حضرية وأثرية من العصر البرونزي في الصين، وُجدت بين عامي ١٦٠٠ و١٤٠٠ قبل الميلاد تقريبًا. اكتُشف الموقع الرئيسي، مدينة تشنغتشو شانغ، في إيرليغانغ، الواقعة ضمن مدينة تشنغتشو الحديثة، خنان، عام ١٩٥١.

## المواقع الرئيسية
تمركزت الثقافة في وادي النهر الأصفر. في سنواتها الأولى، اتسعت بسرعة، ووصلت إلى نهر يانغتسي. ثم تراجعت تدريجيًا عن ذروتها المبكرة.